# 아내가 뿔났다
아내가 뿔났다(Angry Wife)는 대한민국 채널A의 텔레비전 버라이어티 프로그램이다. 아내들이 가상의 남편 ‘드림맨’과 정해진 시간 동안 함께 생활해 보며 가상 부부 체험을 한다.

## 개요
채널A <아내가 뿔났다>는 아내가 ‘이상형의 남자’인 드림맨과 가상의 부부로 살아보는 프로그램으로, 남편이 몰랐던 아내의 속마음을 알게 해주는 부부리얼 관찰 버라이어티 프로그램. 박미선-이봉원, 이혜정-고민환, 박해미-황민 부부, 김정민-루미코가 출연한다.
오프닝 멘트
“대한민국의 뿔난 아내들을 위한 결혼 생활 로망 프로젝트 새 남편 드림서비스”

## 출연진
결혼 22년차 부부 박미선-이봉원
야구 없이는 못사는 독불장군 야구광 남편 이봉원과 대한민국 대표 개그우먼인 아내 박미선.
결혼 37년차 부부 이혜정-고민환 아내보다 강아지를 사랑하는 짠돌이 남편 고민환과 매일 아침 9첩반상을 차려내는 큰손 요리연구가 아내 이혜정.
결혼 20년차 부부 황민-박해미 주 6일 배구동호회에 출근하는 전국구 배구 마스터 남편 황민과 영원한 섹시 디바이지만 돌아서면 깜박깜박하는 아내 박해미.
결혼 10년차 부부 김정민-루미코.
아들 셋에겐 100점 아빠지만 아내에게는 무뚝뚝하기만 한 남편 김정민과 일본 아이돌 출신으로 이제는 아들 셋 엄마인 아내 루미코

## 드림맨
드림맨 행동수칙
1. 언제나 아내의 말에 귀를 기울인다.
2. 아내의 부탁에 최선을 다해 행동한다.
3. 아내가 작성한 위시리스트를 하루에 한가지 이상 꼭 들어준다

- 박미선의 드림맨 배우 최필립

- 이혜정의 드림맨 배우 김병세

- 박해미의 드림맨 개그맨 정준하

- 루미코의 드림맨 배우 노민우

서비스 시작 및 종료 신호. 종소리가 울리면 “드림맨 서비스가 시작되었습니다”는 멘트와 함께 드림맨이 등장해 가상 부부 생활을 시작한다. 종소리와 함께 “드림맨 서비스가 종료되었습니다”는 멘트가 나오면 드림맨은 하던 일을 즉시 멈추고 돌아간다.

## 동시간대 경쟁 프로그램
- 능력자들 (MBC)
- 자기야 백년손님 (SBS)
- 해피투게더 (KBS2)
- 썰전 (JTBC)
- 기막힌 이야기 실제상황 (MBN)
- 엄마가 뭐길래 (TV조선)

## 그외
- 방송이후 LG유플러스 LTE 비디오포털을 통해 다시보기가 가능하다. (비디오포털TV 가입후 시청가능)